# Zora Čeko
Zora Čeko (Šibenik, 10. kolovoza 1926.), hrvatski iseljenička književnica, novinarka, agronomica, planinarska djelatnica i turistička menadžerica

## Životopis
Rodila se je u Šibeniku, gdje je završila osnovnu školu i gimnaziju. U Zagrebu se godine 1946. upisala na Poljoprivredno-šumarski fakultet. Tijekom studija pisala je i objavila pjesme. Pripadala je raznim književnim skupinama. Pjesme su joj pohvalili J. Hamm, I. Kaštelan i A. Stipčević. Diplomirala je 1952. godine. Poslije studija nakratko se zaposlila na radiju u Zagrebu kao poljoprivredna novinarka. Sljedeće odredište bio joj je Drniš gdje je bila zadružna agronomica, odnosno poljoprivredna inženjerka. Iz Drniša je prešla u Split gdje je bila glavna i odgovorna urednica tjednika "Zadružno selo". Zatim je specijalizirala vinarstvo u Institutu vinarstva u Zagrebu. Nakratko je radila u Dugom Selu. Iz osobnih je razloga otišla iz Hrvatske potkraj 1954. a u Australiji se nastanila 1956. godine. Izvan Hrvatske živila je devet godina, od čega devet u Australiji. Hrvatski kulturni djelatnici u iseljeništvu dugo su pokušavali uz najveće napore doći do nje, ali nisu mogli ustanoviti gdje živi Zora Čeko i je li uopće još bila živa. Godine 1965. vratila se u domovinu i zaposlila u hotelsko turističkom poduzeću Primošten pa u turističkoj radnoj zajednici Šibenka, gdje je vodila odjel propagande i marketinga. Polovicom 1980-ih predložila je da se Krka i Kornati imenuju kao nacionalni parkovi. Bila je tad menadžerica hotela Primošten i poslije Solarisa te je dosta pridonijela tom projektu kao i označila prvu Marinu Kremik. Mnogo je napravila u promidžbi turizma u svijetu kao Kanadi, Italiji Njemačkoj i drugim zemljama. Planinarenjem se bavila od 1970-ih. Aktivno se uključila 1978. u Program “100 žena na vrhu Mosora” u organizaciji Spliskog planinarskog društva. Na Mosor se popela 12 puta i dobila brončanu, srebrnu i zlatnu značku. Sa šibenskim planinarskim društvom Kamenar obišla je skoro sve staze organizirane Hrvatskim planinarskim društvom. Na njen je prijedlog pokrenut časopis Glasnik Kamenara, prvo lista planinarskog društva Kamenar iz Šibenika. Bila je dugogodišnja urednica lista.  Za vrijeme njena rada šibenskog planinarsko društvo Kamenar proglašeno je najboljim planinarskim društvom Hrvatske, a list Glasnik Kamenara bio je uz Hrvatski planinar i Lički planinar najbolji planinarski list. Tetka hrvatske glumice Gordane Zeitz.Da se ne zaboravi.

## Djela
Namjeravala je napisati niz zbiraka pjesama koje je nazvala Slavenska rapsodija. Iz tog opusa objavila je svoju zbirku pjesama Ruža. Objavila ju je u Münchenu, a na knjizi nije navedena godina kad je objavljena. Pojavilo se i izdanje Ruža vjetrova u izdanju Štamparije Iskra od 1963. godine.
Prvu je zbirku pjesama Ruža vjetra izdala 1963. u Melbourneu u Australiji. Slijedio je veliki opus Heraldika na 266 stranica u vlastitoj nakladi u Šibeniku 1999. također u vlastitoj nakladi pjesme Žubor vode, 2004. godine. Zbirku pjesama na engleskom jeziku The poems of experience napisana je u kućnom bunkeru u Šibeniku za vrijeme velikosrpske agresije na Hrvatsku, kad su Šibenik često granatirali pobunjeni Srbi i JNA. Djelo je objavila 1996. u Londonu. Dvije godine poslije izdala je prevedeno dvojezično izdanje The poems of experience - Pjesme iskustva. 2009. je objavila rukovet pjesama Svjetlo u tunelu pisanih lirskim slogom haiku-tanke japanske stilistike i zbirka pjesama Zemlja, izdana 2011. 2013. je pisala roman Dnevnik bjegunca.
Šimun Šito Ćorić uvrstio ju je u svoju antologiju 60 hrvatskih emigrantskih pisaca.

## Vanjske poveznice
- Hrvatski svjetski kongres